# Sam J. Jones

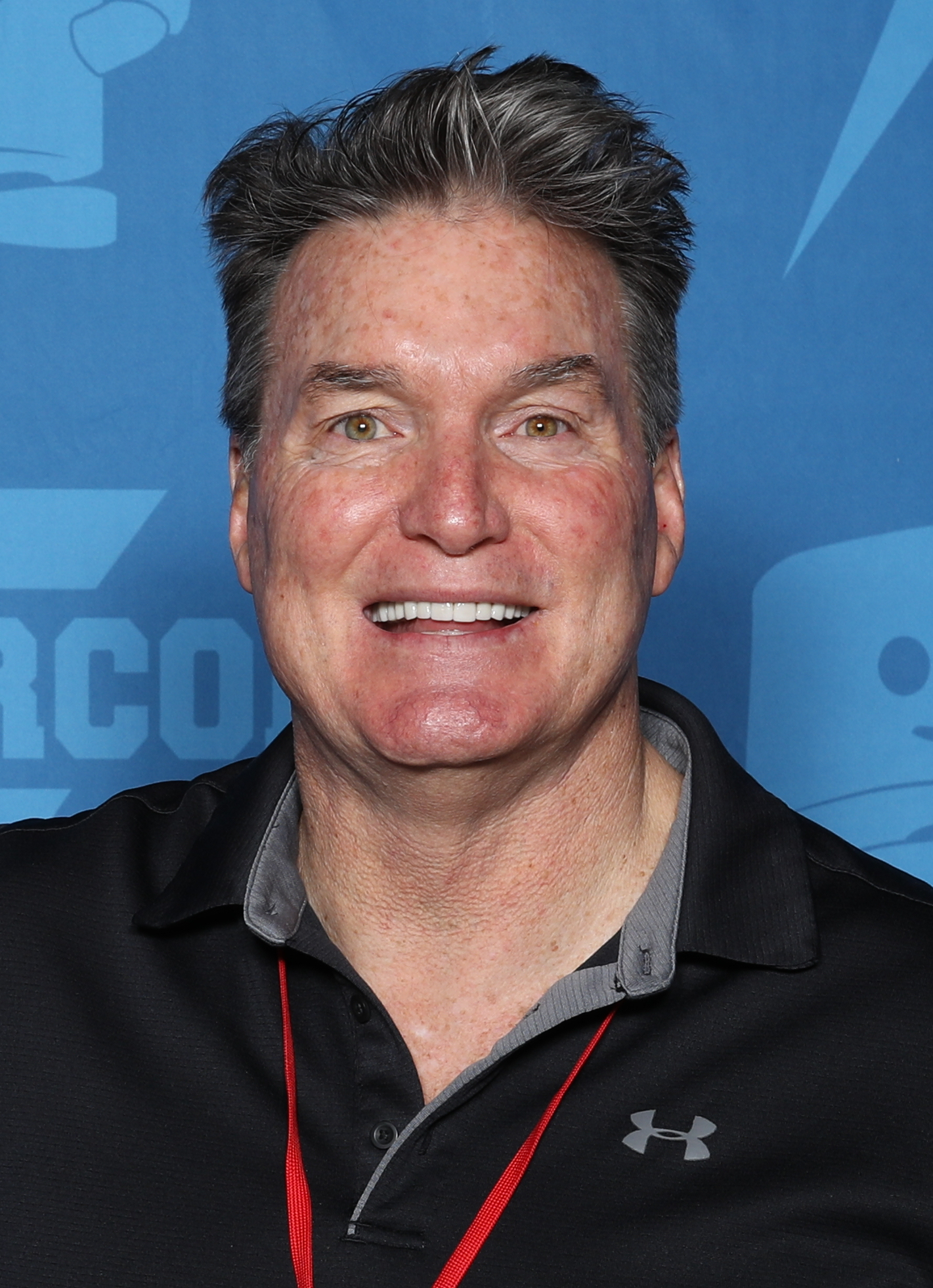
Sam J. Jones (2018)

Sam J. Jones (* 12. August 1954 in Chicago, Illinois) ist ein US-amerikanischer Schauspieler.

## Leben
Jones diente im United States Marine Corps. Für die Juni-Ausgabe des Playgirl-Magazins im Jahr 1975 zog Jones sich vollständig aus. Dabei verwendete er den Namen Andrew Cooper III. Seine erste Rolle in einem Spielfilm hatte Jones zusammen mit Bo Derek in dem Film Zehn – Die Traumfrau aus dem Jahr 1979.
Heute ist Jones im Wesentlichen durch seine Hauptrolle in Flash Gordon als gleichnamiger Filmheld aus dem Jahr 1980 bekannt. Nachdem der Film ihm 1981 eine Nominierung für die Goldene Himbeere als schlechtester Schauspieler eingebracht hatte, erhielt er keine großen Spielfilmrollen mehr. Er war aber noch regelmäßig in amerikanischen Fernsehproduktionen zu sehen. So spielte Jones 1987 die Hauptrolle in der US-Adaption von Will Eisners Comiccharakter „The Spirit“. Im selben Jahr drehte er für die NBC den Film Highwayman, der zu einer kurzlebigen Serie führte.
2001 spielte er in der Serie Hollywood Safari mit und trat in Stargate SG-1 in der Folge Kopfgeldjäger (Deadman Switch) in der dritten Staffel auf. 2012 spielte Jones sich selbst in Seth MacFarlanes Filmkomödie Ted und 2015 erneut in Ted 2.
Sam Jones ist zum zweiten Mal verheiratet und hat insgesamt fünf Kinder. Den Namen Sam J. Jones verwendet er, um Verwechslungen mit dem Schauspieler Sam Jones zu vermeiden. Bürgerlich heißt er allerdings Samuel Gerald Jones.

## Filmografie (Auswahl)
- 1979: Zehn – Die Traumfrau (10)
- 1980: Flash Gordon
- 1981–1982: Code Red (Fernsehserie, 11 Episoden)
- 1984: Das A-Team (The A-Team, Fernsehserie, 1 Episode)
- 1984: Trio mit vier Fäusten (Riptide)
- 1984: Hunter (Fernsehserie, Folge 1x04: The Hot Grounder)
- 1985: Hardcastle & McCormick (Fernsehserie, 1 Episode)
- 1986: California Bulls (Fernsehserie, 4 Episoden)
- 1986: My Chauffeur – Mit Vollgas ins Ehebett
- 1987: The Spirit (Fernsehfilm)
- 1987: Jane und die verlorene Stadt (Jane and the Lost City)
- 1987–1988: Highwayman (Pilot-Film; Fernsehserie, 10 Episoden)
- 1988: Geschäft mit dem Tod (Under the Gun)
- 1988: Commando Silent Assassins (Silent Assassins)
- 1988: Whiteforce
- 1989: Trigon Fire
- 1989: Driving Force
- 1989: Showdown in L.A. (L.A. Takedown)
- 1989: One Man Force – Ein Mann wie ein Tank (One Man Force)
- 1991: American Soldier – Kommando Gold (In Gold We Trust)
- 1992: Maximum Force
- 1992: Eine verräterische Affäre (The Other Woman)
- 1993: Baywatch – Die Rettungsschwimmer von Malibu (Baywatch, Fernsehserie, 2 Episoden)
- 1993–1995: Renegade – Gnadenlose Jagd (Fernsehserie)
- 1994: Thunder in Paradise (Fernsehserie, 1 Episode)
- 1994: Vegas Vice (Hard Vice)
- 1995: Diagnose: Mord (Diagnosis Murder, Fernsehserie, 1 Episode)
- 1995: Karate Tiger 8 (Fists of Iron)
- 1996: American Tigers
- 1996: Im Auftrag des Planeten Nerva (Earth Minus Zero)
- 1996: American Strays – Lieben oder töten (American Strays)
- 1996: L.A. Heat (Fernsehserie)
- 1997: Conan, der Abenteurer (Conan, Fernsehserie, 1 Episode)
- 1997: Walker, Texas Ranger (Fernsehserie)
- 1997: T.N.T. – Für immer in der Hölle (T.N.T.)
- 1998: Steel Train (Evasive Action)
- 1998–2001: Hollywood Safari (Fernsehserie, 23 Episoden)
- 1999: Palm Beach-Duo (Silk Stalkings, Fernsehserie, 2 Episoden)
- 1999: Stargate – Kommando SG-1 (Fernsehserie, 1 Episode)
- 2001: Gangland L.A. (Gangland)
- 2001: Black Scorpion (Fernsehserie, 1 Episode)
- 2001: Dead Sexy – Sexy, aber tot! (Dead Sexy)
- 2002: Psychotic
- 2002: Redemption
- 2007: Revamped
- 2007: Flash Gordon (Fernsehserie, 1 Episode)
- 2012: Ted
- 2015: Ted 2
- 2018: Fury of the Fist and the Golden Fleece
- 2019: One of the Good Ones
- 2019: The Silent Natural
- 2020: Axcellerator
- 2022: An Unlikely Angel

## Ludografie
- 1993: Return to Zork